# Alfredo Claros García
Alfredo Claros García (Valencia, 1893 - Sueca, 1965) fue unos de los pintores valencianos más próximos y más fieles al ruidismo y possorollismo, tanto por los temas que trata como por las técnicas pictóricas que utiliza.

## Biografía
Alfredo Claros nació en Valencia en 1893 y su vida transcurrió entre Valencia, Onteniente y principalmente en Sueca, donde falleció en 1965.
Destacó como pintor desde su infancia y disfruto de becas, además de formar parte de colectivos de artistas jóvenes y en evolución, en la fructífera, artísticamente, Valencia del final de la monarquía donde su obra fue progresando recibiendo premios y alabanzas.
Tras unos años de aprendizaje con Salvador Abril, Isidoro Garnelo y Joaquín Sorolla, y después de alguna estancia en París, En 1925 fundó la Escuela de artes y oficios de Sueca dónde residía habitualmente.
Huye voluntariamente de casi todo tipo de relaciones públicas, y raras veces concede entrevistas, centrándose únicamente en sus obras y familia 
Sus óleos sobre tela retratan los personajes y las escenas más típicas del mundo  valenciano, especialmente de la Albufera, con escenas de caza y de trabajo en los arrozales tan próximos al pueblo donde vivió buena parte de su vida (Sueca) . Los oficios, los personajes que representan las diversas etapas de la vida, los niños desnudos en la playa, las jóvenes lavando, los viejos en el casino, los cuerpos desnudos, la maternidad o determinadas escenas religiosas son sólo una muestra de la diversidad del obra de un pintor  supo captar con gran brillantez y soltura la realidad de su entorno  en medio de una época tan convulsa y cambiante como la que le tocó vivir. 
El director del Museo de Ámsterdam, al conocer la obra de Claros , le invitó a que se trasladara a Holanda, ofreciéndole toda clase de facilidades para que se decidiera; pero Claros, aunque convencido de que era una excelente proposición, no aceptó, porque no quería separarse de sus hijos.
En 1994 su obra es reconocida nuevamente al incluir el IVAM, en la exposición "un siglo de la pintura valenciana 1880 - 1980.
En 2007 se descubre en casa del escritor Joan Fuster un óleo de Alfredo Claros con una alegoría de la república que había estado escondido más de 70 años.